# Championnats d'Europe de patinage artistique 2014
Navigation
Édition précédente Édition suivante
Les championnats d'Europe de patinage artistique 2014 ont lieu du 13 au 19 janvier 2014 au SYMA Sports and Conference Centre de Budapest en Hongrie. C'est la septième fois que la capitale hongroise accueille les championnats européens de patinage artistique après les éditions de 1895, 1909, 1955, 1963, 1984 et 2004.

## Qualifications
Les patineurs sont éligibles à l'épreuve s'ils représentent une nation européenne membre de l'Union internationale de patinage (International Skating Union en anglais) et s'ils ont atteint l'âge de 15 ans avant le 1er juillet 2013 dans leur pays de naissance. La compétition correspondante pour les patineurs non européens est le championnat des Quatre Continents 2014. Les fédérations nationales sélectionnent leurs patineurs en fonction de leurs propres critères, mais l'Union internationale de patinage exige un score minimum d'éléments techniques (Technical Elements Score en anglais) lors d'une compétition internationale avant les championnats d'Europe.

### Score minimum d'éléments techniques
L'Union internationale de patinage stipule que les notes minimales doivent être obtenues lors d'une compétition internationale senior reconnue par elle-même au cours de la saison en cours ou précédente.
| Score minimum d'éléments techniques                                                         | Score minimum d'éléments techniques | Score minimum d'éléments techniques |
| Discipline                                                                                  | Programme court                     | Programme libre                     |
| Messieurs                                                                                   | 25.00                               | 45.00                               |
| Dames                                                                                       | 20.00                               | 36.00                               |
| Couples                                                                                     | 20.00                               | 36.00                               |
| Danse sur glace                                                                             | 18.00                               | 28.00                               |
| ------------------------------------------------------------------------------------------- | ----------------------------------- | ----------------------------------- |
| Les scores des programmes courts et libres peuvent être obtenus à différentes compétitions. |                                     |                                     |

### Nombre d'inscriptions par discipline
Sur la base des résultats des championnats d'Europe 2013, l'Union internationale de patinage autorise chaque pays à avoir de une à trois inscriptions par discipline.
| Entrées                                                           | Messieurs                                 | Dames                    | Couples                        | Danse sur glace                          |
| ----------------------------------------------------------------- | ----------------------------------------- | ------------------------ | ------------------------------ | ---------------------------------------- |
| 3                                                                 | Russie France                             | Italie Russie Suède      | Allemagne Russie Italie France | Russie Italie                            |
| 2                                                                 | Tchéquie Autriche Suède Allemagne Espagne | Espagne Allemagne France | Royaume-Uni                    | Royaume-Uni Allemagne Azerbaïdjan France |
| Si non répertorié ci-dessus, une seule inscription est autorisée. |                                           |                          |                                |                                          |

## Podiums
| Épreuves                            | Or                                  | Argent                            | Bronze                           |
| ----------------------------------- | ----------------------------------- | --------------------------------- | -------------------------------- |
| Messieurs résultats détaillés       | Javier Fernández                    | Sergey Voronov                    | Konstantin Menshov               |
| Dames résultats détaillés           | Ioulia Lipnitskaïa                  | Adelina Sotnikova                 | Carolina Kostner                 |
| Couples résultats détaillés         | Tatiana Volosozhar / Maksim Trankov | Ksenia Stolbova / Fedor Klimov    | Vera Bazarova / Yuri Larionov    |
| Danse sur glace résultats détaillés | Anna Cappellini / Luca Lanotte      | Elena Ilinykh / Nikita Katsalapov | Penny Coomes / Nicholas Buckland |

## Tableau des médailles
| Rang  | Nation      | Or | Argent | Bronze | Total |
| ----- | ----------- | -- | ------ | ------ | ----- |
| 1     | Russie      | 2  | 4      | 2      | 8     |
| 2     | Italie      | 1  | 0      | 1      | 2     |
| 3     | Espagne     | 1  | 0      | 0      | 1     |
| 4     | Royaume-Uni | 0  | 0      | 1      | 1     |
| Total | Total       | 4  | 4      | 4      | 12    |

## Détails des compétitions

### Messieurs
| 1                                           | Javier Fernández         | Espagne     | 267.11 | 1  | 91.56 | 1  | 175.55 |
| 2                                           | Sergey Voronov           | Russie      | 252.55 | 2  | 85.51 | 2  | 167.04 |
| 3                                           | Konstantin Menshov       | Russie      | 237.24 | 11 | 72.12 | 3  | 165.12 |
| 4                                           | Michal Brezina           | Tchéquie    | 236.98 | 5  | 82.80 | 4  | 154.18 |
| 5                                           | Maksim Kovtun            | Russie      | 232.37 | 4  | 83.15 | 5  | 149.22 |
| 6                                           | Peter Liebers            | Allemagne   | 225.76 | 8  | 77.42 | 7  | 148.34 |
| 7                                           | Tomáš Verner             | Tchéquie    | 223.66 | 3  | 83.51 | 8  | 140.15 |
| 8                                           | Brian Joubert            | France      | 221.95 | 9  | 73.29 | 6  | 148.66 |
| 9                                           | Jorik Hendrickx          | Belgique    | 205.92 | 10 | 73.21 | 10 | 132.71 |
| 10                                          | Alexei Bychenko          | Israël      | 203.76 | 13 | 68.68 | 9  | 135.08 |
| 11                                          | Alexander Majorov        | Suède       | 202.47 | 6  | 79.62 | 13 | 122.85 |
| 12                                          | Chafik Besseghier        | France      | 198.07 | 12 | 70.85 | 12 | 127.22 |
| 13                                          | Florent Amodio           | France      | 190.13 | 7  | 78.60 | 20 | 111.53 |
| 14                                          | Viktor Pfeifer           | Autriche    | 189.06 | 16 | 60.89 | 11 | 128.17 |
| 15                                          | Franz Streubel           | Allemagne   | 182.21 | 19 | 59.96 | 14 | 122.25 |
| 16                                          | Kim Lucine               | Monaco      | 179.89 | 18 | 60.00 | 16 | 119.89 |
| 17                                          | Stéphane Walker          | Suisse      | 179.52 | 17 | 60.54 | 17 | 118.98 |
| 18                                          | Javier Raya              | Espagne     | 179.37 | 20 | 57.13 | 15 | 122.24 |
| 19                                          | Maciej Cieplucha         | Pologne     | 179.06 | 15 | 65.84 | 19 | 113.22 |
| 20                                          | Pavel Ignatenko          | Biélorussie | 172.08 | 22 | 55.99 | 18 | 116.09 |
| 21                                          | Zoltan Kelemen           | Roumanie    | 171.26 | 14 | 68.32 | 22 | 102.94 |
| 22                                          | Yakov Godorozha          | Ukraine     | 158.88 | 21 | 57.09 | 23 | 101.79 |
| 23                                          | Paul Bonifacio Parkinson | Italie      | 157.81 | 24 | 52.08 | 21 | 105.73 |
| 24                                          | Viktor Romanenkov        | Estonie     | 153.66 | 23 | 55.43 | 24 | 98.23  |
| Patineurs éliminés après le programme court |                          |             |        |    |       |    |        |
| 25                                          | Sondre Oddvoll Boe       | Norvège     |        | 25 | 49.84 | NC | NC     |
| 26                                          | Marco Klepoch            | Slovaquie   |        | 26 | 49.48 | NC | NC     |
| 27                                          | Matthew Parr             | Royaume-Uni |        | 27 | 49.32 | NC | NC     |
| 28                                          | Manol Atanassov          | Bulgarie    |        | 28 | 49.07 | NC | NC     |
| 29                                          | Valtter Virtanen         | Finlande    |        | 29 | 48.55 | NC | NC     |
| 30                                          | Kristof Forgo            | Hongrie     |        | 30 | 47.91 | NC | NC     |
| 31                                          | Justus Strid             | Danemark    |        | 31 | 47.05 | NC | NC     |
| 32                                          | Ali Demirboga            | Turquie     |        | 32 | 46.56 | NC | NC     |
| 33                                          | Manuel Koll              | Autriche    |        | 33 | 45.61 | NC | NC     |
| 34                                          | Illya Solomin            | Suède       |        | 34 | 44.73 | NC | NC     |
| 35                                          | Sarkis Hayrapetyan       | Arménie     |        | 35 | 42.90 | NC | NC     |

### Dames
| 1                                             | Ioulia Lipnitskaïa   | Russie      | 209.72 | 2  | 70.73 | 1  | 139.75 |
| 2                                             | Adelina Sotnikova    | Russie      | 202.36 | 1  | 70.73 | 2  | 131.63 |
| 3                                             | Carolina Kostner     | Italie      | 191.39 | 3  | 68.97 | 3  | 122.42 |
| 4                                             | Alena Leonova        | Russie      | 178.15 | 4  | 64.09 | 5  | 114.06 |
| 5                                             | Maé-Bérénice Meité   | France      | 173.37 | 5  | 58.64 | 4  | 114.73 |
| 6                                             | Valentina Marchei    | Italie      | 165.25 | 6  | 57.38 | 6  | 107.87 |
| 7                                             | Elena Glebova        | Estonie     | 155.71 | 8  | 54.68 | 7  | 101.03 |
| 8                                             | Nathalie Weinzierl   | Allemagne   | 151.88 | 10 | 53.02 | 8  | 98.86  |
| 9                                             | Joshi Helgesson      | Suède       | 146.45 | 9  | 54.25 | 10 | 92.73  |
| 10                                            | Elene Gedevanishvili | Géorgie     | 141.82 | 7  | 54.78 | 13 | 87.04  |
| 11                                            | Roberta Rodeghiero   | Italie      | 141.25 | 15 | 48.52 | 9  | 92.73  |
| 12                                            | Juulia Turkkila      | Finlande    | 140.31 | 12 | 50.42 | 12 | 89.89  |
| 13                                            | Laurine Lecavelier   | France      | 139.42 | 13 | 49.12 | 11 | 90.30  |
| 14                                            | Viktoria Helgesson   | Suède       | 138.73 | 11 | 52.55 | 14 | 86.18  |
| 15                                            | Eliska Brezinova     | Tchéquie    | 130.35 | 16 | 47.10 | 16 | 83.25  |
| 16                                            | Isabelle Olsson      | Suède       | 129.39 | 22 | 43.97 | 15 | 85.42  |
| 17                                            | Nicole Rajičová      | Slovaquie   | 128.25 | 14 | 49.00 | 18 | 79.25  |
| 18                                            | Inga Januleviciute   | Lituanie    | 126.20 | 21 | 44.24 | 18 | 81.96  |
| 19                                            | Anne Line Gjersem    | Norvège     | 125.58 | 18 | 46.63 | 19 | 78.95  |
| 20                                            | Kaat Van Daele       | Belgique    | 123.05 | 19 | 46.18 | 20 | 76.87  |
| 21                                            | Agata Kryger         | Pologne     | 119.52 | 23 | 43.59 | 21 | 75.93  |
| 22                                            | Marta García         | Espagne     | 118.11 | 20 | 44.61 | 22 | 73.50  |
| 23                                            | Natalia Popova       | Ukraine     | 112.26 | 17 | 47.01 | 24 | 65.25  |
| 24                                            | Jenna McCorkell      | Royaume-Uni | 110.19 | 24 | 39.59 | 23 | 70.60  |
| Patineuses éliminées après le programme court |                      |             |        |    |       |    |        |
| 25                                            | Janina Makeenka      | Biélorussie |        | 25 | 39.44 | NC | NC     |
| 26                                            | Tanja Odermatt       | Suisse      |        | 26 | 39.42 | NC | NC     |
| 27                                            | Dasa Grm             | Slovénie    |        | 27 | 38.52 | NC | NC     |
| 28                                            | Sonia Lafuente       | Espagne     |        | 28 | 38.43 | NC | NC     |
| 29                                            | Anita Madsen         | Danemark    |        | 29 | 38.42 | NC | NC     |
| 30                                            | Ieva Gaile           | Lettonie    |        | 30 | 37.83 | NC | NC     |
| 31                                            | Kerstin Frank        | Autriche    |        | 31 | 37.44 | NC | NC     |
| 32                                            | Michelle Couwenberg  | Pays-Bas    |        | 32 | 36.72 | NC | NC     |
| 33                                            | Fleur Maxwell        | Luxembourg  |        | 33 | 36.48 | NC | NC     |
| 34                                            | Sarah Hecken         | Allemagne   |        | 34 | 35.20 | NC | NC     |
| 35                                            | Danielle Montalbano  | Israël      |        | 35 | 33.87 | NC | NC     |
| 36                                            | Anna Afonkina        | Bulgarie    |        | 36 | 31.15 | NC | NC     |
| 37                                            | Sila Saygi           | Turquie     |        | 37 | 25.88 | NC | NC     |

### Couples
| 1                                         | Tatiana Volosozhar / Maksim Trankov      | Russie      | 220.38 | 1  | 83.98 | 2  | 136.40 |
| 2                                         | Ksenia Stolbova / Fedor Klimov           | Russie      | 207.98 | 4  | 70.90 | 1  | 137.08 |
| 3                                         | Vera Bazarova / Yuri Larionov            | Russie      | 201.61 | 3  | 71.40 | 3  | 129.91 |
| 4                                         | Stefania Berton / Ondrej Hotarek         | Italie      | 195.61 | 5  | 69.22 | 4  | 126.39 |
| 5                                         | Vanessa James / Morgan Ciprès            | France      | 185.48 | 6  | 63.23 | 5  | 122.25 |
| 6                                         | Maylin Wende / Daniel Wende              | Allemagne   | 168.32 | 8  | 55.19 | 6  | 113.13 |
| 7                                         | Andrea Davidovich / Evgeni Krasnopolski  | Israël      | 163.93 | 7  | 55.32 | 7  | 108.61 |
| 8                                         | Nicole Della Monica / Matteo Guarise     | Italie      | 154.55 | 9  | 53.65 | 8  | 100.90 |
| 9                                         | Mari Vartmann / Aaron Van Cleave         | Allemagne   | 153.21 | 10 | 52.40 | 9  | 100.81 |
| 10                                        | Natalia Zabiiako / Alexandr Zaboev       | Estonie     | 149.82 | 12 | 50.12 | 10 | 99.70  |
| 11                                        | Daria Popova / Bruno Massot              | France      | 149.36 | 11 | 52.36 | 11 | 97.00  |
| 12                                        | Miriam Ziegler / Severin Kiefer          | Autriche    | 135.05 | 15 | 44.79 | 12 | 90.26  |
| 13                                        | Stacey Kemp / David King                 | Royaume-Uni | 130.98 | 16 | 43.98 | 13 | 87.00  |
| 14                                        | Maria Paliakova / Nikita Bochkov         | Biélorussie | 130.46 | 13 | 48.18 | 14 | 82.28  |
| 15                                        | Amani Fancy / Christopher Boyadji        | Royaume-Uni | 127.76 | 14 | 47.79 | 15 | 79.97  |
| Abandon                                   | Aljona Savchenko / Robin Szolkowy        | Allemagne   |        | 2  | 76.76 |    |        |
| Couples éliminés après le programme court |                                          |             |        |    |       |    |        |
| 17                                        | Alessandra Cernuschi / Filippo Ambrosini | Italie      |        | 17 | 40.29 | NC | NC     |
| 18                                        | Elizaveta Makarova / Leri Kenchadze      | Bulgarie    |        | 18 | 39.94 | NC | NC     |
| 19                                        | Julia Lavrentieva / Yuri Rudyk           | Ukraine     |        | 19 | 37.96 | NC | NC     |
| 20                                        | Veronica Grigorieva / Aritz Maestu       | Espagne     |        | 20 | 34.97 | NC | NC     |

### Danse sur glace

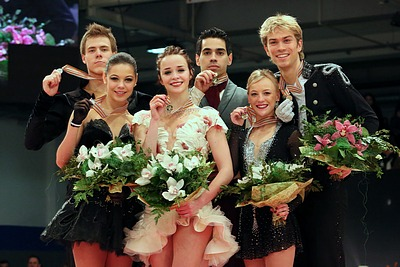
Podium de la danse sur glace

| 1                                               | Anna Cappellini / Luca Lanotte               | Italie      | 171.61 | 1  | 69.58 | 1  | 102.03 |
| 2                                               | Elena Ilinykh / Nikita Katsalapov            | Russie      | 170.51 | 2  | 69.54 | 2  | 100.97 |
| 3                                               | Penny Coomes / Nicholas Buckland             | Royaume-Uni | 158.69 | 3  | 61.76 | 3  | 96.93  |
| 4                                               | Victoria Sinitsina / Ruslan Zhiganshin       | Russie      | 153.73 | 4  | 60.63 | 4  | 93.10  |
| 5                                               | Ekaterina Riazanova / Ilia Tkachenko         | Russie      | 150.44 | 5  | 60.35 | 5  | 90.09  |
| 6                                               | Julia Zlobina / Alexei Sitnikov              | Azerbaïdjan | 147.78 | 6  | 59.82 | 6  | 87.96  |
| 7                                               | Nelli Zhiganshina / Alexander Gazsi          | Allemagne   | 145.37 | 7  | 59.79 | 8  | 85.58  |
| 8                                               | Charlene Guignard / Marco Fabbri             | Italie      | 144.40 | 8  | 58.17 | 7  | 86.23  |
| 9                                               | Isabella Tobias / Deividas Stagniunas        | Lituanie    | 142.31 | 9  | 56.76 | 9  | 85.55  |
| 10                                              | Sara Hurtado / Adrià Díaz                    | Espagne     | 137.58 | 11 | 55.21 | 11 | 82.37  |
| 11                                              | Tanja Kolbe / Stefano Caruso                 | Allemagne   | 137.46 | 13 | 53.98 | 10 | 83.48  |
| 12                                              | Federica Testa / Lukas Csolley               | Slovaquie   | 136.63 | 12 | 54.84 | 12 | 81.79  |
| 13                                              | Pernelle Carron / Lloyd Jones                | France      | 135.29 | 10 | 56.35 | 13 | 78.94  |
| 14                                              | Irina Shtork / Taavi Rand                    | Estonie     | 131.66 | 14 | 53.88 | 15 | 77.78  |
| 15                                              | Gabriella Papadakis / Guillaume Cizeron      | France      | 131.57 | 15 | 53.33 | 14 | 78.24  |
| 16                                              | Justyna Plutowska / Peter Gerber             | Pologne     | 128.08 | 17 | 52.14 | 16 | 75.94  |
| 17                                              | Alisa Agafonova / Alper Ucar                 | Turquie     | 127.96 | 16 | 52.90 | 18 | 75.06  |
| 18                                              | Laurence Fournier Beaudry / Nicolaj Sorensen | Danemark    | 127.51 | 18 | 51.92 | 17 | 75.59  |
| 19                                              | Lorenza Alessandrini / Simone Vaturi         | Italie      | 121.65 | 19 | 50.24 | 20 | 71.41  |
| 20                                              | Henna Lindholm / Ossi Kanervo                | Finlande    | 121.09 | 20 | 48.75 | 19 | 72.34  |
| Couples de danse éliminés après la danse courte |                                              |             |        |    |       |    |        |
| 21                                              | Dora Turoczi / Balazs Major                  | Hongrie     |        | 21 | 46.80 | NC | NC     |
| 22                                              | Ramona Elsener / Florian Roost               | Suisse      |        | 22 | 46.36 | NC | NC     |
| 23                                              | Siobhan Heekin-Canedy / Dmitri Dun           | Ukraine     |        | 23 | 45.84 | NC | NC     |
| 24                                              | Allison Reed / Vasili Rogov                  | Israël      |        | 24 | 44.14 | NC | NC     |
| 25                                              | Barbora Silna / Juri Kurakin                 | Autriche    |        | 25 | 43.22 | NC | NC     |
| 26                                              | Lucie Mysliveckova / Neil Brown              | Tchéquie    |        | 26 | 42.95 | NC | NC     |
| 27                                              | Angelina Telegina / Otar Japaridze           | Géorgie     |        | 27 | 42.07 | NC | NC     |
| 28                                              | Viktoria Kavaliiova / Yurii Bieliaiev        | Biélorussie |        | 28 | 39.03 | NC | NC     |
| 29                                              | Carter Marie Jones / Richard Sharpe          | Royaume-Uni |        | 29 | 34.63 | NC | NC     |